# 마사이어
마사이어(Maasai, Masai) 또는 마어(Maa)는 케냐 남부와 탄자니아 북부의 마사이족이 사용하는 나일어족 언어이다. 케냐 중부의 삼부루족이 사용하는 삼부루어와 가까운 관계로, 두 언어는 함께 마어군을 이룬다. 마사이족, 삼부루족, 차무스족, 파라쿠유족은 모두 역사적으로 가까운 관계이며 스스로의 언어를 ɔl Maa라고 부른다.

## 음운론
마사이어에는 30개의 음소가 있다. 마사이어는 성조 언어이다.

### 자음
마사이어에는 다음과 같은 자음 음소가 있다. 마사이어 정서법에 따른 철자가 국제 음성 기호와 다른 경우 각괄호 안에 나타내었다.
|        |        | 순음    | 치경음 | 치경구개음 / 경구개음 | 연구개음   | 성문음    |
| ------ | ------ | ------- | ------ | --------------------- | ---------- | --------- |
| 비음   | 비음   | m       | n      | ɲ ⟨ny⟩                | ŋ ⟨ŋ ~ ng⟩ |           |
| 파열음 | 무성음 | p       | t      |                       | k          | ʔ ⟨' ~ ʔ⟩ |
| 파열음 | 내파음 | ɓ       | ɗ      | ʄ                     | ɠ ⟨g⟩      |           |
| 마찰음 | 마찰음 |         | s      | ʃ                     |            | h         |
| 탄음   | 탄음   |         | ɾ ⟨r⟩  |                       |            |           |
| 전동음 | 전동음 |         | r ⟨rr⟩ |                       |            |           |
| 설측음 | 설측음 |         | l      |                       |            |           |
| 접근음 | 연음   | w       |        | j ⟨y⟩                 |            |           |
| 접근음 | 경음   | ww ⟨wu⟩ |        | jj ⟨yi⟩               |            |           |

몇몇 방언에서 유성 파열음은 내파음의 성질이 그다지 강하지 않다. 아루샤 방언에서 /p/는 일반적으로 무성 마찰음 [ɸ]로 소리나지만, 어떤 단어에서는 유성 전동음 [[ʙ]]로 소리나기도 한다. 마사이어 고유어에서 [tʃ]와 [ʃ]는 상보적 분포를 보여 전자는 자음 뒤에만 나타나고 후자는 그 밖의 환경에 나타난다.

### 모음
다른 마어군 언어와 마찬가지로 마사이어는 설근 전진 모음 조화 체계를 지녔다. 마사이어에는 아홉 개의 모음 음소가 있으며 그 가운데 /a/는 모음 조화에 있어 중립적이다.
|        | 전설  | 중설 | 후설  |
| ------ | ----- | ---- | ----- |
| 고모음 | i     |      | u     |
| 고모음 | ɪ ⟨ɨ⟩ |      | ʊ ⟨ʉ⟩ |
| 중모음 | e     |      | o     |
| 중모음 | ɛ ⟨ɛ⟩ |      | ɔ ⟨ɔ⟩ |
| 저모음 |       | a    |       |

### 성조
마사이어에는 기본적으로 고조(H)와 저조(L)의 성조가 있으며, 같은 모음에 고조와 저조가 연속해서 오는 경우 하강조(F)가 된다.

## 문법
마사이어의 어순은 대체로 VSO형이지만, 주어와 목적어를 구분하는 주된 수단은 어순이 아니라 성조를 통한 격 표시이다. 어순을 결정하는 가장 중요한 요인은 주제성(topicality)으로, 대부분의 단순절에서 어순은 [동사 - 높은 주제성 - 낮은 주제성]의 순서이다. 따라서 목적어가 담화에서 주제성이 높고(예: 1인칭 대명사) 주어가 주제성이 낮다면 VOS형 어순도 가능하다.
마사이어에는 진정한 의미의 전치사가 두 개밖에 없지만, 전치사와 “관계명사”를 사용해 다양한 위치 개념을 나타낼 수 있다. 명사구의 맨 앞에는 지시사 접두사 또는 성-수 접두사가 붙고 그 뒤에 핵어 명사가 나온다. 소유자 등 다른 수식어는 핵어 명사 뒤에 나온다.
마사이어에서는 여러 문법 기능이 성조 패턴으로 표시된다. 예를 들어 명사의 격이나 동사의 태와 상 등이 그렇다. 다음 예문은 성조에 따라 문장의 의미가 달라지는 것을 보여준다.
| 표면형 | ɛ́yɛ́tá                      | ɛmʊtí                   |
| 형태소 | ɛ̀-ɛ́t-á                     | ɛn-mʊtí(LH)             |
| 해석:  | 3P-remove.one.by.one-PF.SG | DEF.FEM.SG-pot(ACC)     |
| 번역:  | “그녀는 냄비를 비웠다.”    | “그녀는 냄비를 비웠다.” |
| 표면형 | ɛyɛ́ta                         | ɛmʊ́ti                    |
| 형태소 | ɛ̀-ɛ́t-a                        | ɛn-mʊ́ti(HL)              |
| 해석:  | 3P-remove.one.by.one-IMPF.MID | DEF.FEM.SG-pot(NOM)      |
| 번역:  | “냄비가 비워졌다.”[4][5]      | “냄비가 비워졌다.”[4][5] |
마사이어 명사는 남성, 여성, 장소의 세 가지 성 중 하나를 지닌다. 성은 자음 앞에 붙는 접두사로 표시된다.

## 참고 문헌
- Andrason, A. and Karani, M. 2019. Dative applicative elements in Arusa (Maa) – A canonical approach to the argument-adjunct distinction. Stellenbosch Papers in Linguistics Plus. Vol. 58, 177-204. doi: 10.5842/58-0-842.
- Andrason, A. and Karani, M. 2017. The perfective form in Arusa – A cognitive-grammaticalization model. Asian and African Studies, 26:1, pp. 69-101.
- Andrason, A. and Karani, M. 2017. Radial Categories in Syntax: Non-Resumptive Left Dislocation in Arusa. Studia Linguistica Universitatis Iagellonicae Cracoviensis, 134(2), pp. 205-218. https://doi.org/10.4467/20834624sl.17.014.7088.
- Karani, M. Kotikash, L. and Sentero, P. 2014. A Unified Standard Orthography for Maa Languages, Kenya and Tanzania: Arusa, Ilchamus, Maasai/Kisongo, Parakuyu, Samburu, Monograph series No. 257. Cape Town, CASAS.
- Karani, M. (2018) "Syntactic categories and the verb-argument complex in Parakuyo Maasai". PhD Thesis, Stellenbosch University.
- Mol, Frans (1995) Lessons in Maa: a grammar of Maasai language. Lemek: Maasai Center.
- Mol, Frans (1996) Maasai dictionary: language & culture (Maasai Centre Lemek). Narok: Mill Hill Missionary.
- Tucker, Archibald N. & Mpaayei, J. Tompo Ole (1955) A Maasai grammar with vocabulary. London/New York/Toronto: Longmans, Green & Co.
- Vossen, Rainer (1982) The Eastern Nilotes. Linguistic and historical reconstructions (Kölner Beiträge zur Afrikanistik 9). Berlin: Dietrich Reimer.